# NGC 1803
NGC 1803 je galaksija u zviježđu Slikarskom stalku.

## Vanjske poveznice
- SEDS: NGC 1803